# Allium apulum
Allium apulum — вид рослин з родини амарилісових (Amaryllidaceae); ендемік Італії.

## Опис
2n = 2x = 16.

## Поширення
Ендемік Апулії, південна Італії. Зростає в скелястих і кам'янистих середовищах, у середземноморських гаригах і макі.

## Загрози й охорона
Основними загрозами є туризм, рекреаційний розвиток, рекреаційні заходи (на узбережжі приймають багато туристів, особливо влітку) та пожежі (макі й гариги часто страждають від пожеж).
У національному червоному списку Італії вид має статус LC.